# Puch 800
Die Puch 800 ist ein von der österreichischen Steyr Daimler Puch AG produziertes Motorrad.
Mit seinen 792 cm³ war es das hubraumstärkste Motorrad der Steyr Daimler Puch AG. Von 1936 bis 1938 wurde die Puch 800 mit ihrem seitengesteuerten Viertakt-Vierzylinder-Boxermotor, eigentlich ein 170°-V-Motor, gebaut. Aufgrund der starken Konkurrenz von BMW und Zündapp wurde aber 1938 die Produktion eingestellt. 550 Stück wurden produziert, davon die meisten für die Armee.

## Technische Daten
| Bauart              | Luftgekühlter Vierzylinderviertaktboxermotor |
| Hubraum             | 792 cm³                                      |
| Leistung            | 20 PS/15 kW bei 4000/min                     |
| Leergewicht         | 195 kg                                       |
| Produktionszeitraum | 1936–1938                                    |
| Stückzahl           | 550                                          |